# Tegallalang
Le Tegallalang est un kecamatan (canton) indonésien du kabupaten de Gianyar de la province de Bali.
Il comprend les communes des Kedisan, Tegallalang, Gianyar (ban), de Keliki, Tegallalang, Gianyar (ban), de Kenderan, Tegallalang, Gianyar (ban), Pupuan, Tegallalang, Gianyar (ban), Sebatu, Taro, Tegallalang, Gianyar (ban) et Tegallalang, Tegallalang, Gianyar (ban).

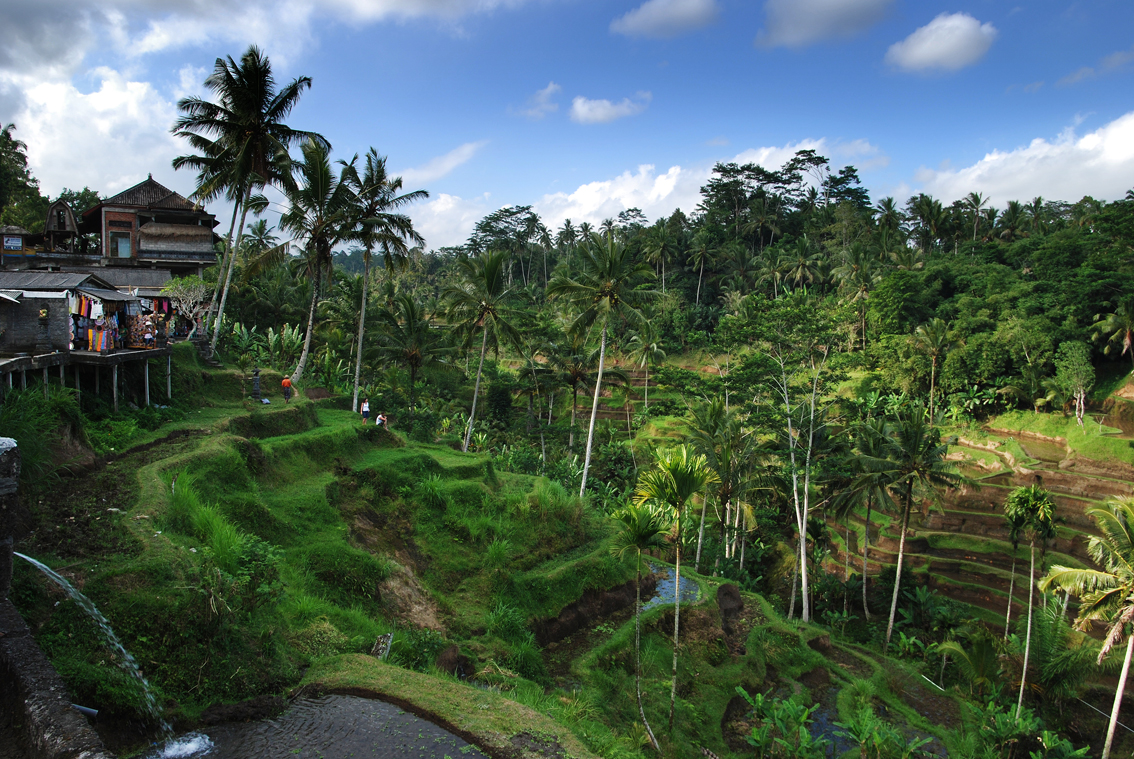
Culture du riz en terrasses dans le Tegallalang
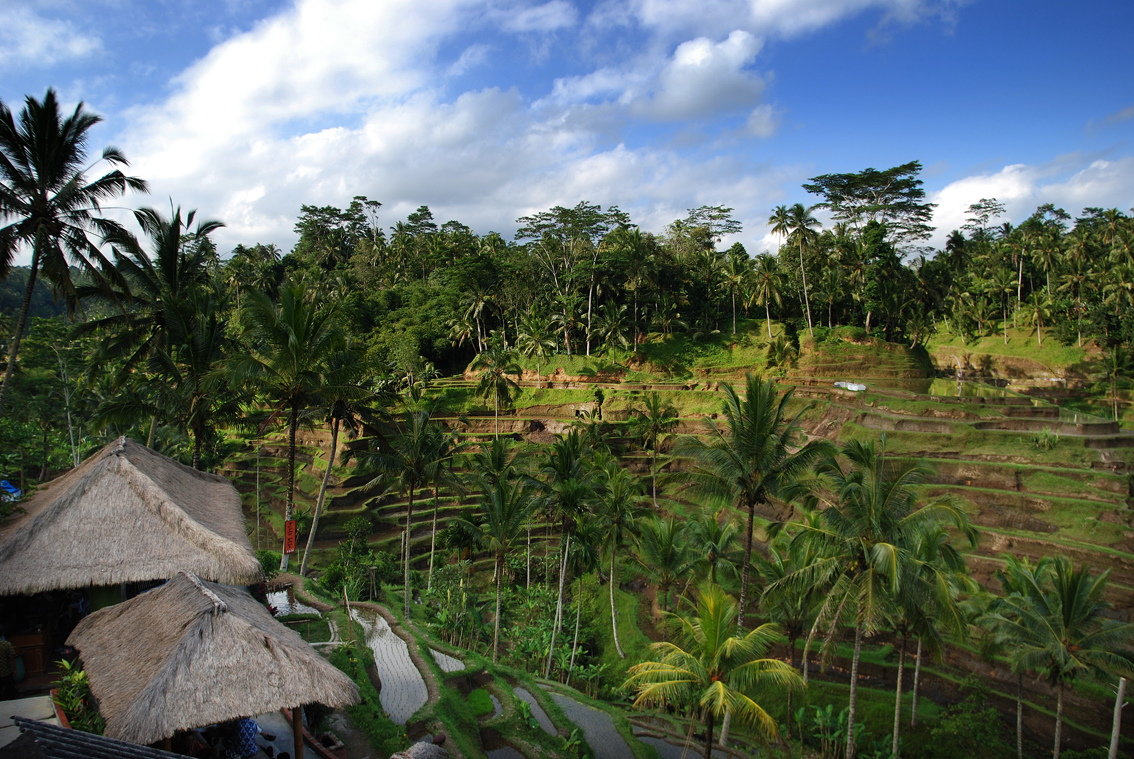
Culture du riz en terrasses dans le Tegallalang